# Вехберг, Сельма
Сельма Виктория Вехберг (дат. Selma Viktoria Wehberg, род. 28 августа 2007, Оденсе) — датская профессиональная велогонщица, выступающая за команду Team Nyt Syn by Fialla — U19P, специалист по шоссейному велоспорту и велокроссу.

## Карьера
Сельма Вехберг принимала участие в различных соревнованиях по велоспорту среди юниоров, демонстрируя свой потенциал как в групповых, так и в индивидуальных шоссейных гонках.

### Достижения
2022
Чемпионат Дании среди юниоров:
6-я на командной гонке
7-я на групповой гонке
5-я на Integoløbet Hedensted, чемпионат Ютландии
2023
Три дня на севере:
8-я на 1-м этапе
7-я на 2-м этапе
Kolding BC Løbet
Youth Tour:
6-я на 2-м этапе
6-я на 1-м этапе
6-я на 3-м этапе
6-я на 4-м этапе
Campione Pinse Cup:
8-я на 2-м этапе
6-я на 3-м этапе
Din Bilpartner løbet, Demin Cup — UnoX og Dame Cup
Велосипедная неделя Раннерса:
3-я на 1-м этапе
5-я на 2-м этапе
3-я на 3-м этапе
5-я на 4-м этапе
Чемпионат Дании среди юниоров:
7-я на индивидуальной гонке
10-я на групповой гонке
2-я на Нюборге
2024
Три дня на севере:
8-я на 1-м этапе
9-я на 2-м этапе
8-я на 3-м этапе
2-я на 1-м этапе Bording Cup Junior Herre
2-я на Fredericia Cycle Club
Deloitte løbet
Tour de Himmelfart:
5-я на 1-м этапе
8-я на 2-м этапе
5-я на 3-м этапе
6-я на 4-м этапе
5-я на 5-м этапе
5-я на генеральной классификации
Campione Pinse Cup:
5-я на 1-м этапе
4-я на 2-м этапе
6-я на 3-м этапе
4-я на Middelfart
Чемпионат Дании среди юниоров:
9-я на индивидуальной гонке
8-я на командной гонке
Велосипедная неделя Раннерса:
9-я на 1-м этапе
2-й этап
8-я на 3-м этапе
7-я на 4-м этапе
3-я на Give 2024 — JFM Linieløb
4-я на Odder CK
2-я на Herning TT Juniors
2025
Три дня на севере
5-я на этапе в Йёрринге
4-я на этапе в Тю
6-я на этапе в Ольборге
5-я на чемпионате Дании среди юниоров — индивидуальная гонка
10-я на Hobro Løbet
6-я на Campione Pinse Cup — Randers
3-я на Silkeborg